# Raczyniec jadalny
Raczyniec jadalny, krab brzegowy (Carcinus maenas) – gatunek kraba z rodzaju Carcinus. Występuje w strefie tropikalnej, subtropikalnej i umiarkowanej na całej Ziemi. W Morzu Bałtyckim pojawia się w przyujściowych wodach południowego wybrzeża. Głowotułów o długości ok. 6 cm, z przodu rozszerzony. Odnóża lancetowato zakończone. Prowadzi nocny tryb życia, żywi się drobnymi zwierzętami i padliną. Jest poławiany przez człowieka w celach konsumpcyjnych.